# Armira Glacier
Armira Glacier är en glaciär i Antarktis. Den ligger i Sydshetlandsöarna. Argentina, Chile och Storbritannien gör anspråk på området. Armira Glacier ligger 1 286 meter över havet.
Terrängen runt Armira Glacier är huvudsakligen bergig, men åt sydost är den platt. Havet är nära Armira Glacier söderut. Trakten är obefolkad. Det finns inga samhällen i närheten. 